# Taborsko gibanje
Taborsko gibanje je bilo slovensko politično gibanje v obdobju od 1868 do 1871. Zaznamovala so ga predvsem velika zborovanja na prostem, iz angleškega političnega življenja znani mitingi. 
Tabore so pričeli organizirati mladoslovenci, zbrani okrog časnika Slovenski narod, šele kasneje so se jim pridružili tudi staroslovenci z Janezom Bleiweisom. Gibanje se je zgledovalo po češki politiki, ki je po letu 1867 za češke dežele odločno zahtevala enak status, kot ga je z dualizmom dobila Ogrska.
Na taborih so izražali podporo jezikovni enakopravnosti in Zedinjeni Sloveniji, na koncu so zahteve zapisali v resoluciji, ki je večkrat vsebovala tudi praktične, lokalne zahteve.

## Tabori
Prvi tabor je bil na pobudo Matije Preloga organiziran 9. avgusta 1868 v Ljutomeru, kjer se je zbralo okoli 7000 ljudi. 
Na njem so sprejeli naslednji sklep: 
»Tukaj zbrani slovenski narod soglasno izreka, da v 19 državnih osnovnih postav ne najde poroštva za ohranitev in gojitev svoje narodnosti, dokler ne bode: 
1. Slovenski jezik na Slovenskem izključno uradni jezik, dokler se na bo v ta namen na slovenskem nemudoma določil rok, in sicer pol leta, do katerega morajo vsi uradniki znati slovensko besedno in pisno.
2. Cerkvena vlada naj uraduje in pridiga v slovenskem jeziku.
3. Slovenščina naj postane učni predmet, pouk naj poteka v slovenščini.
4. Slovenci naj se združijo v Zedinjeno Slovenijo.
5. Zgradijo naj se slovenske realke, gospodarske šole ter naj jih zavodi vzdržujejo.
6. Posamezne dežele naj dobijo večjo samoupravo.«

Tabori so bili organizirani v vseh deželah s pretežno slovenskim prebivalstvom. Pri prvih taborih so protestirale skupine nemških meščanov in neuspešno zahtevale prepoved. Preprečen je bil zgolj tabor načrtovan za 29. september 1868 na Bistrici pri Pliberku, saj je bil v nasprotju s 7. členom zakona, ki ni dovoljeval zborovanj v času zasedanja deželnega zbora. 
Tabori so bili ob nedeljah popoldne na večjih travnikih ob mestih, trgih in vaseh, po katerih se imenujejo. Na taborih, ki so v povprečju šteli 6.000 udeležencev, večinoma oblečenih v narodne noše, se je po izbiri predsednika tabora zvrstilo več govornikov. Na koncu govorov se ljudje niso razšli, saj so sledili glasba, ples in petje ter pogostitev. V spomin na tabore so izdajali posebne razglednice, značke in taborske svetinjice z geslom »Slovenci, zedinimo se!«.
Stalne točke vseh taborov so bile poleg zahteve po zedinjeni Sloveniji tudi lokalni, gospodarski, šolski in upravni problemi. Organizatorji taborov so se izogibali žgočim nasprotjem (klerikalci proti liberalcem), ki so razdvajale narod, vendar so bolj poudarjali zbliževanje slovenskih pokrajin ter zvezo z ostalimi južnoslovanskimi narodi v monarhiji. Prve tabore so organizirali in se jih udeleževali le mladoslovenci. Šele na vižmarskem taboru so se po številnih javnih grajah (posebej viden je bil tu Fran Levstik) taborski ideji pridružili tudi prvaki, kjer je bil eden izmed govornikov celo Janez Bleiweis, ki je svoj govor zaključil z vzklikom »Dajte nam Slovenijo!«. Tako se je zahteva po Zedinjeni Sloveniji s taborov prenesla tudi v deželne zbore.
Do zadnjega tabora v Buhljah pri Grabštajnu na Koroškem se jih je v letih od 1868 do 1871 skupno zvrstilo 18:
- Ljutomer (9. avgust 1868)
- Žalec (6. september 1868)
- Šempas (18. oktober 1868)
- Biljana (25. april 1869)
- Sevnica (2. maj 1869)
- Kalec (9. maj 1869)
- Vižmarje pri Ljubljani (17. maj 1869) - največji (najštevilčnejši) tabor
- Ormož (8. avgusta 1869)
- Tolmin (1. maj 1870)
- Sežana (29. maj 1870)
- Cerknica (12. junij 1870)
- Kapela (19. junij 1870)
- Bistrica pri Pliberku (31. julij 1870)
- Kubed (7. avgust 1870)
- Vipava (14. avgust 1870)
- Žoprače pri Rožeku (18. september 1870)
- Kastav (21. maj 1871)
- Zgornje Buhlje pri Grabštanju (6. avgust 1871)

Za najmnožičnejšega velja tabor v Vižmarjih, ki se je dogodil na binkoštni ponedeljek, 17. maja 1869. Tedaj se je zbralo okoli 30.000 ljudi. Načrtovanih je bilo še več slovenskih taborov, a jih je Hohenwartova vlada leta 1871 prepovedala.
Kmalu nato je prišlo do spora med mlado- in staroslovenci, zaradi česar je bilo slovensko narodno gibanje razcepljeno.